# Aurélio Martins

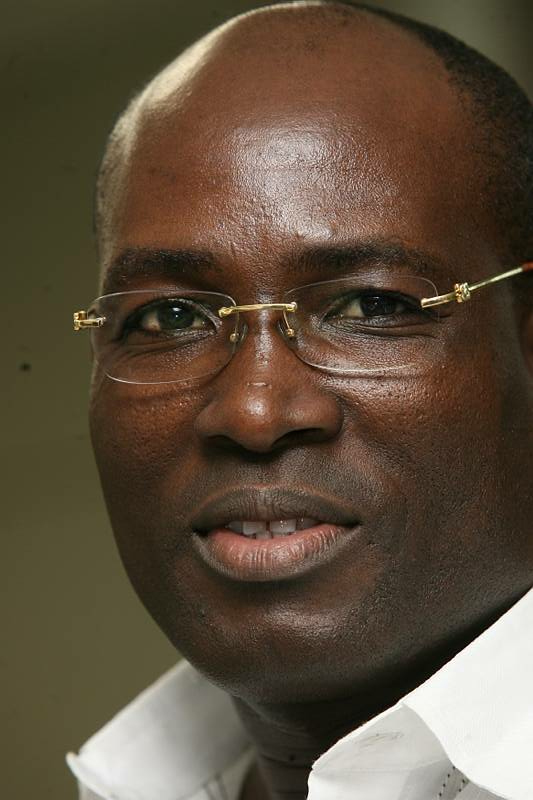
Aurélio Martins

Aurélio Pires Quaresma Martins (24 november 1966) is een Santomees journalist, zakenman en politicus.
Aurélio Martins is van oorsprong journalist en werkte bij de radio in Sao Tomé en Principe en in Angola. Ook is hij ondernemer en eigenaar van een bouwbedrijf. Hij werd enkele malen gekozen tot "Santomees van het jaar". Bij de parlementsverkiezingen van 2010 werd Martins gekozen in de Assembleia Nacional voor het district Lobata.
In januari 2011 werd hij gekozen tot partijleider van de Movimento de Libertação de São Tomé e Príncipe-Partido Social Democrata. Tijdens de presidentsverkiezingen van 2011 deed hij mee, maar haalde slechts 4,06% van de stemmen en verloor ruim van oud-dictator Manuel Pinto da Costa.